# Nacional Custals
Nacional Custals war ein spanischer Hersteller von Automobilen.

## Unternehmensgeschichte
Joaquín Custals gründete 1919 in Barcelona das Unternehmen, nachdem er bei Talleres Hereter ausgeschieden war, und begann mit der Produktion von Automobilen. Im gleichen Jahr endete die Produktion nach nur wenigen hergestellten Exemplaren. Das Wort Nacional in der Firma zeigt an, dass sie staatliche Unterstützung erhielt.

## Fahrzeuge
Das Unternehmen stellte Cyclecars her, die den Modellen ähnelten, die Custals von seiner Tätigkeit bei Talleres Hereter kannte. Die Fahrzeuge wurden auch erfolgreich bei Autorennen eingesetzt.